# Adolf Messer

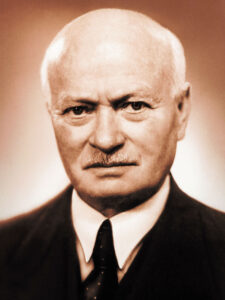
Adolf Messer

Adolf Messer (* 6. April 1878 in Hofheim am Taunus; † 13. Mai 1954 in Frankfurt am Main) war ein deutscher Konstrukteur und Industrieller und Gründer der Firma, die Autogen-Schweiß- und Schneidtechnik und Industriegase produziert. Die Adolf Messer GmbH ist seit 1965 mit der Knapsack Griesheim AG zur Messer Griesheim GmbH fusioniert.

## Leben und Werk
Adolf Messer war Sohn des Metzgermeisters und Viehhändlers Johann Matthias Messer (1853–1921) und dessen Ehefrau Margarethe. Messers Eltern besaßen in Höchst am Main eine Metzgerei und Gastwirtschaft. Ab März 1892 machte er eine Lehre in einer Gasmotorenfabrik. Nach dem Besuch des Technikums in Neustadt i. Meckl. studierte er ab 1898 Maschinenbau an der TH Darmstadt. Er beschäftigte sich mit der damals modernen Acetylenbeleuchtung und baute eine Acetylenanlage für den väterlichen Betrieb und für die angeschlossene Gastwirtschaft. Diese Anlage fand das Interesse von Besuchern und brachte Messer Aufträge für solche Anlagen ein. Mit 20 Jahren gründete er die Firma Adolf Messer GmbH in Höchst am Main. Bis 1905 lieferte das Unternehmen 2200 Anlagen zur Entwicklung von Acetylen für Beleuchtung sowie zum Kochen, Heizen, Erwärmen und Löten. Er verlegte sein Unternehmen nach Frankfurt/Main und vergrößerte es hier mehrmals. Ab 1906 konzentrierte er sich auf die Autogen-Schweiß- und Schneidtechnik, da für die anderen Anwendungen die Konkurrenz durch Elektrizität immer stärker wurde. 1908 baute Messer eine Luftzerlegungsanlage und produzierte Industriegase. 1912 beschäftigte er 15 Angestellte und 50 Arbeiter und verkaufte ab diesem Zeitpunkt auch auf dem amerikanischen Markt. Im Ersten Weltkrieg entwickelte er im Auftrag der Reichsregierung Anlagen zur Herstellung von flüssigem Sauerstoff, der auch als Sprengmittel verwendet wurde, da Chilesalpeter und Glycerin nicht mehr eingeführt werden konnten.
Während der NS-Zeit profitierte das von Messer geführte Unternehmen erheblich von der Rüstungsproduktion des Regimes, beschäftigte Zwangsarbeiter und war Zulieferer für die V2-Produktion und die Wehrmacht. Im Entnazifizierungsverfahren wurde Messer, der zum 1. April 1933 der NSDAP beigetreten war (Mitgliedsnummer 1.808.886), 1948 als Mitläufer eingestuft. Gegen Messer wurde eine einmalige Geldzahlung als Sühnemaßnahme verhängt. Person und Unternehmen wurden Gegenstand mehrerer Gutachten sowohl der Historikergruppe Andreas Fahrmeir, Jörg Lesczenski und Werner Plumpe als auch der Forschungsstelle NS-Pädagogik an der Goethe-Universität Frankfurt am Main, die zu unterschiedlichen Sichtweisen auf Adolf Messer kommen. Grund für die Erstellung der Gutachten war die Benennung eines studentischen Arbeitsraumes am Universitätscampus Riedberg als Adolf Messer Stiftung-Lounge.
1949 hatte das Unternehmen wieder über tausend Arbeiter. Der Sohn Hans Messer trat 1952 in die Geschäftsführung des Unternehmens ein.
Adolf Messer war seit 1899 Mitglied und seit 1915 Vorstandsmitglied des Deutschen Azetylen-Vereins (DAV), Vorstandsmitglied des von ihm 1919 mitbegründeten Verbandes der Autogenen Metallbearbeitung und Gründungsmitglied (1925) des Fachausschusses Schweißtechnik im Verein Deutscher Ingenieure (VDI).
Adolf Messer war in erster Ehe mit Margarethe Messer geb. Merten (1877–1956) verheiratet. Das Paar hatte zusammen acht Kinder, von denen fünf sehr früh starben. 1924 heiratete er in zweiter Ehe Thea Bicker (1900–1996). Mit ihr hatte er drei Kinder: Elisabeth (geb.1921), Hans (1925–1997) und Rosemarie (1933–1963). Adolf Messer starb am 13. Mai 1954 und wurde in Königstein im Taunus begraben.

## Auszeichnungen
- 1922: Ehrensenator der TH Berlin
- 1949: Dr.-Ing. E. h. TH Darmstadt
- 1950: VDI-Ehrenzeichen[6]
- 1952: Ehrensenator der TH Karlsruhe
- 1953: Ehrenbürger der TH Hannover[4]
- 1953: Verdienstorden der Bundesrepublik Deutschland (Steckkreuz)

## Nachwirkungen
Zum 100. Geburtstag Adolf Messers gründete die Familie Messer 1978 die Adolf Messer Stiftung. Die Stiftung verleiht jährlich zwei wissenschaftliche Förderpreise an der TU Darmstadt und der Johann Wolfgang Goethe-Universität Frankfurt am Main. An der Goethe-Universität unterstütze die Stiftung 2014 die Einrichtung eines studentischen Arbeitsraumes auf dem Campus Riedberg mit 100.000 €.
2015 fasste das damalige Präsidium der Goethe-Universität den Beschluss zur Benennung dieses Raumes nach der Stiftung als Alfred Messer Stiftung-Lounge. Dieser Beschluss führte 2018 zu heftigen Diskussionen und zur Forderung nach Umbenennung des Raumes; Hintergrund dafür sind zwischenzeitlich erhobene Vorwürfe gegen Messer, nach denen er sich als Rüstungszulieferer in der Zeit während des Zweiten Weltkrieges durch die Beschäftigung von Zwangsarbeitern schuldig gemacht habe. Der Senat der Goethe-Universität schloss sich am 21. März 2018 einer Empfehlung einer Senatskommission für eine Umbenennung des Raumes an. Im Juli 2018 entschied sich das Präsidium der Goethe-Universität für die Namensgebung: Adolf Messer Stiftung-Lounge – Diskursraum – Wissenschaft in Geschichte und Gesellschaft. Im Eingang der Lounge wird dieser Name erläutert mit einer Würdigung des Engagements der Stiftung, aber auch mit der historisch-kritischen Einordnung der Person Adolf Messers und dem Zusammenhang von Wissenschaft und Gesellschaft.